# Кіс (Каліфорнія)
Кіс (англ. Keyes) — переписна місцевість (CDP) в США, в окрузі Станіслаус штату Каліфорнія. Населення — 5672 особи (2020).

## Географія
Кіс розташований за координатами 37°33′43″ пн. ш. 120°54′32″ зх. д. / 37.56194° пн. ш. 120.90889° зх. д. (37.561853, -120.908904).  За даними Бюро перепису населення США в 2010 році переписна місцевість мала площу 7,33 км², уся площа — суходіл.

## Демографія
Згідно з переписом 2010 року, у переписній місцевості мешкала 5601 особа в 1588 домогосподарствах у складі 1276 родин. Густота населення становила 765 осіб/км².  Було 1714 помешкання (234/км²).
Расовий склад населення:
| - 55,5 % — білих - 3,6 % — азіатів - 1,3 % — чорних або афроамериканців - 1,1 % — корінних американців - 0,6 % — вихідців з тихоокеанських островів - 34,3 % — осіб інших рас |

До двох чи більше рас належало 3,7 %. Частка іспаномовних становила 57,7 % від усіх жителів.
За віковим діапазоном населення розподілялося таким чином: 33,5 % — особи молодші 18 років, 58,5 % — особи у віці 18—64 років, 8,0 % — особи у віці 65 років та старші. Медіана віку мешканця становила 29,5 року. На 100 осіб жіночої статі у переписній місцевості припадало 99,9 чоловіків;  на 100 жінок у віці від 18 років та старших — 96,4 чоловіків також старших 18 років.
Середній дохід на одне домашнє господарство  становив 49 408 доларів США (медіана — 42 735), а середній дохід на одну сім'ю — 49 777 доларів (медіана — 43 153). Медіана доходів становила 35 253 долари для чоловіків та 31 058 доларів для жінок. За межею бідності перебувало 31,1 % осіб, у тому числі 41,8 % дітей у віці до 18 років та 10,3 % осіб у віці 65 років та старших.
Цивільне працевлаштоване населення становило 2092 особи. Основні галузі зайнятості: роздрібна торгівля — 22,6 %, виробництво — 14,6 %, освіта, охорона здоров'я та соціальна допомога — 14,1 %.